# 中能控股
中國能源開發控股有限公司，前身為漢寶集團（龍蝦大王）有限公司（港交所：0228），在1986年由張道生創立。經營漢寶酒樓，專門供應中式點心及主菜，尤以龍蝦菜式及其他海鮮美食，本集團在2002年2月18日在香港交易所上市。本集團原本計劃開拓內蒙古煤礦炭燒業務及收購新頂峰集團股份，在2006年4月中股價漲至3.75港元，但在內地政府未能批出條文，加上審查也需時，引起監管機構關注及遭大衛·韋伯批評盈利能力，故此開拓開拓內蒙古煤礦炭燒業務及收購新頂峰集團股份也被逼要告吹，以致在5月初股價跌至2.5港元，其後在2007年1月初更跌至0.79港元，本集團開始收購澳門天然氣公司「中天」，以開拓澳門能源的一個重點。其後,更收購中國年代能源股份,以開拓塔里木盆地之石油開採業務

## 易名
2006年10月，公司董事局認為現有名稱只顯示其唯一業務為餐飲相關業務，因此建議改名為中國能源開發控股有限公司。以反映其業務拓展至能源相關行業。而更改公司名稱後，現有之餐飲業務將繼續經營。

## 外部連線
- cnenergy.com.hk